# Ulrich Schmied

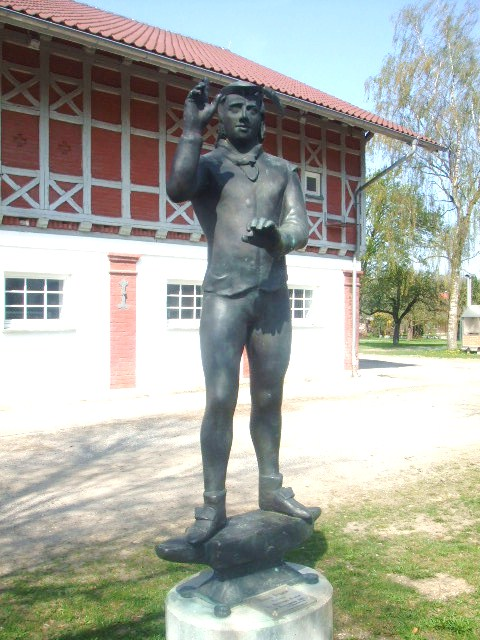
Statue des Ulrich Schmied, Anführer des Baltringer Haufens in Sulmingen (2009)

Ulrich Schmied (* in Sulmingen; † vor 1541) auch „Schmid von Sulmingen“ genannt, war ein Schmied und Anführer des Baltringer Haufens während des Bauernkrieges.

## Leben
Über sein Leben ist wenig bekannt. Er war 1525 der Anführer des Baltringer Haufens gegen die Truppen des Schwäbischen Bundes. Er nahm an den Verhandlungen mit dem Schwäbischen Bund  teil. Im Jahre 1496 oder 1497 übernahm er von seinem Vater eine  Schmiede in Sulmingen. Sulmingen war zu dieser Zeit Bestandteil des Territoriums des Zisterzienserinnenklosters Heggbach. Inwieweit er Einfluss hatte auf die Abfassung des Textes der Zwölf Artikel, lässt sich nicht nachvollziehen. Er gehörte nicht zum militanten Lager der Bauern und wollte den Konflikt mit den Klöstern, Landvogtei und Kaiser friedlich beenden.
Nach der Niederlage der Bauern bei Leipheim am 12. April 1525 flüchtete er mit seiner Frau und Kindern in die Eidgenossenschaft. Er kehrte nicht mehr ins Heggbacher Kloster zurück. Über seinen Aufenthalt oder Sterbeort in der Eidgenossenschaft ist nichts bekannt.